# Pedro Pablo Hernández
Pedro Pablo Hernández (San Miguel de Tucumán, 24 ottobre 1986) è un calciatore argentino naturalizzato cileno, attaccante del San Martín (T).

## Carriera

### Club
Ha giocato nelle massime serie di Uruguay, Stati Uniti, Argentina e Spagna.
Il 20 settembre 2014 ha segnato uno spettacolare gol di tacco-scorpione contro l'Atletico, candidato ad essere tra i migliori dell'annata.

### Nazionale
Il 23 gennaio 2014 esordisce con il Cile contro la Costa Rica, mettendo a segno una doppietta (4-0).
Viene convocato per la Copa América Centenario negli Stati Uniti.

## Palmarès

### Nazionale
- Coppa America: 1

USA 2016

### Individuale
- Squadra della stagione della UEFA Europa League: 1

2016-2017